# Cattleya nobilior
Cattleya nobilior là một loài lan trong chi Cattleya. Số nhiễm sắc thể lưỡng bội của C. nobilior là 2n = 42.

## Hình ảnh

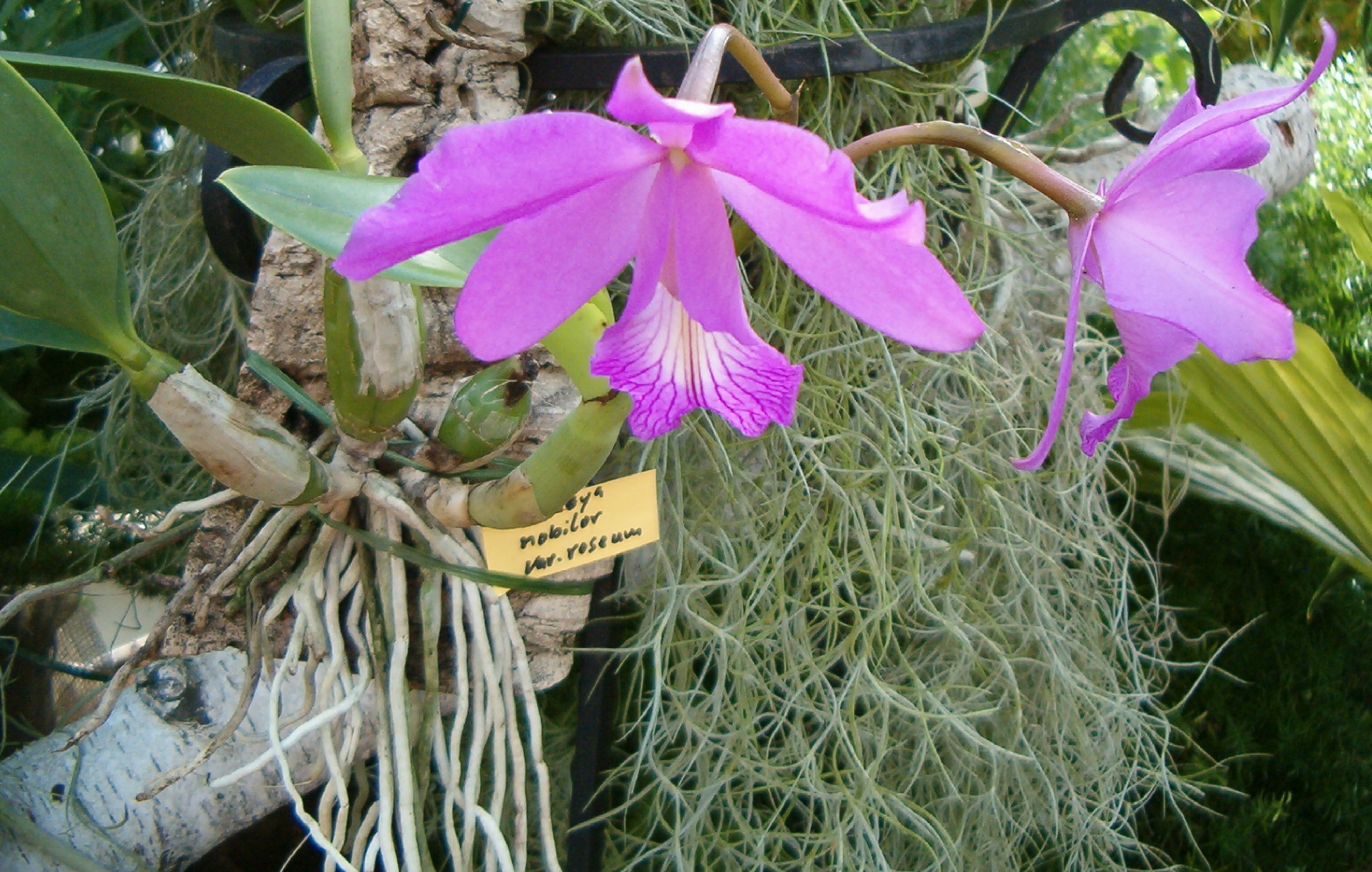
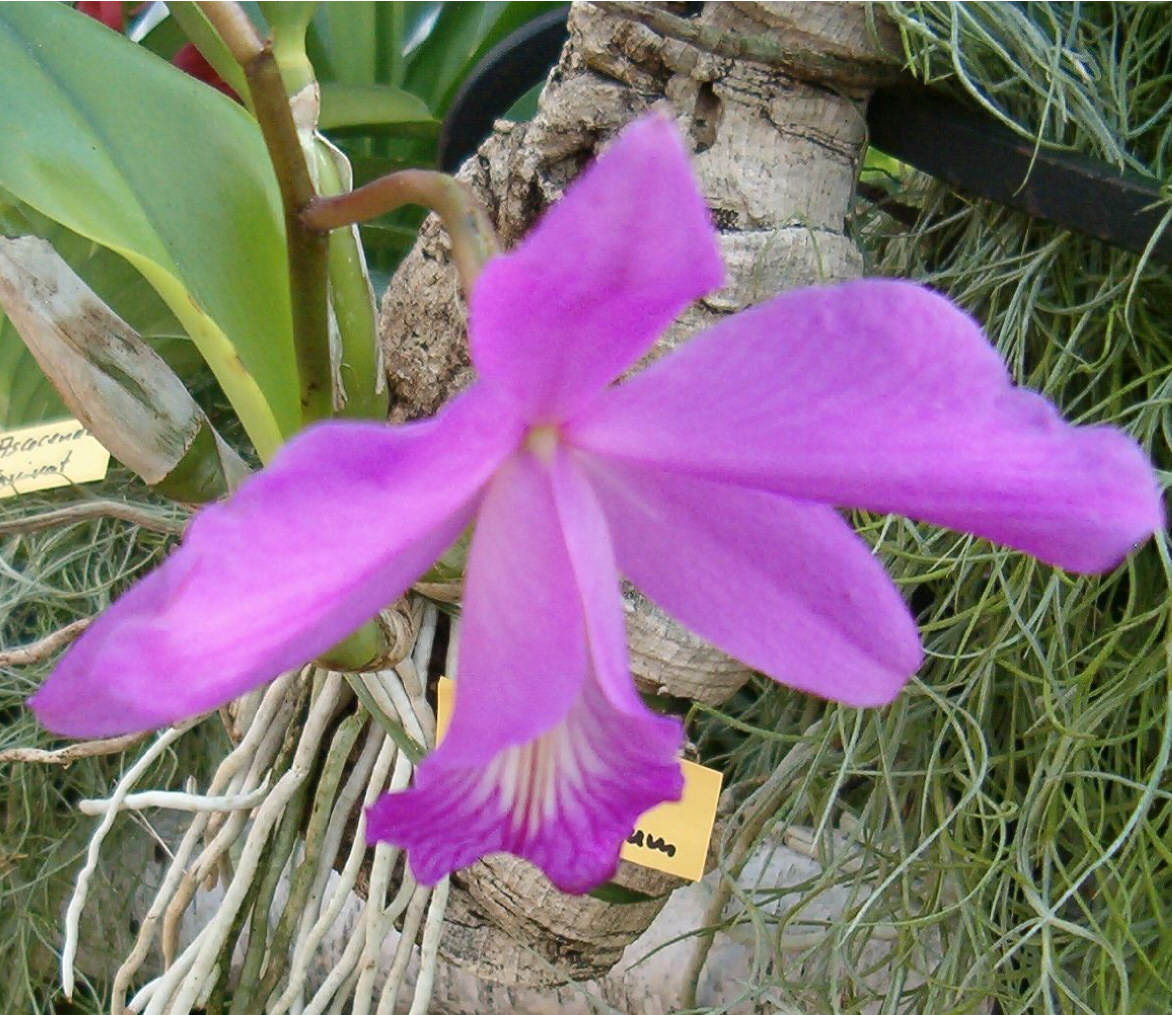